# Agrias hoppi
Agrias hoppi är en fjärilsart som beskrevs av Peter William Michael 1927. Agrias hoppi ingår i släktet Agrias och familjen praktfjärilar. Inga underarter finns listade i Catalogue of Life.